# Balchaschzwetmet

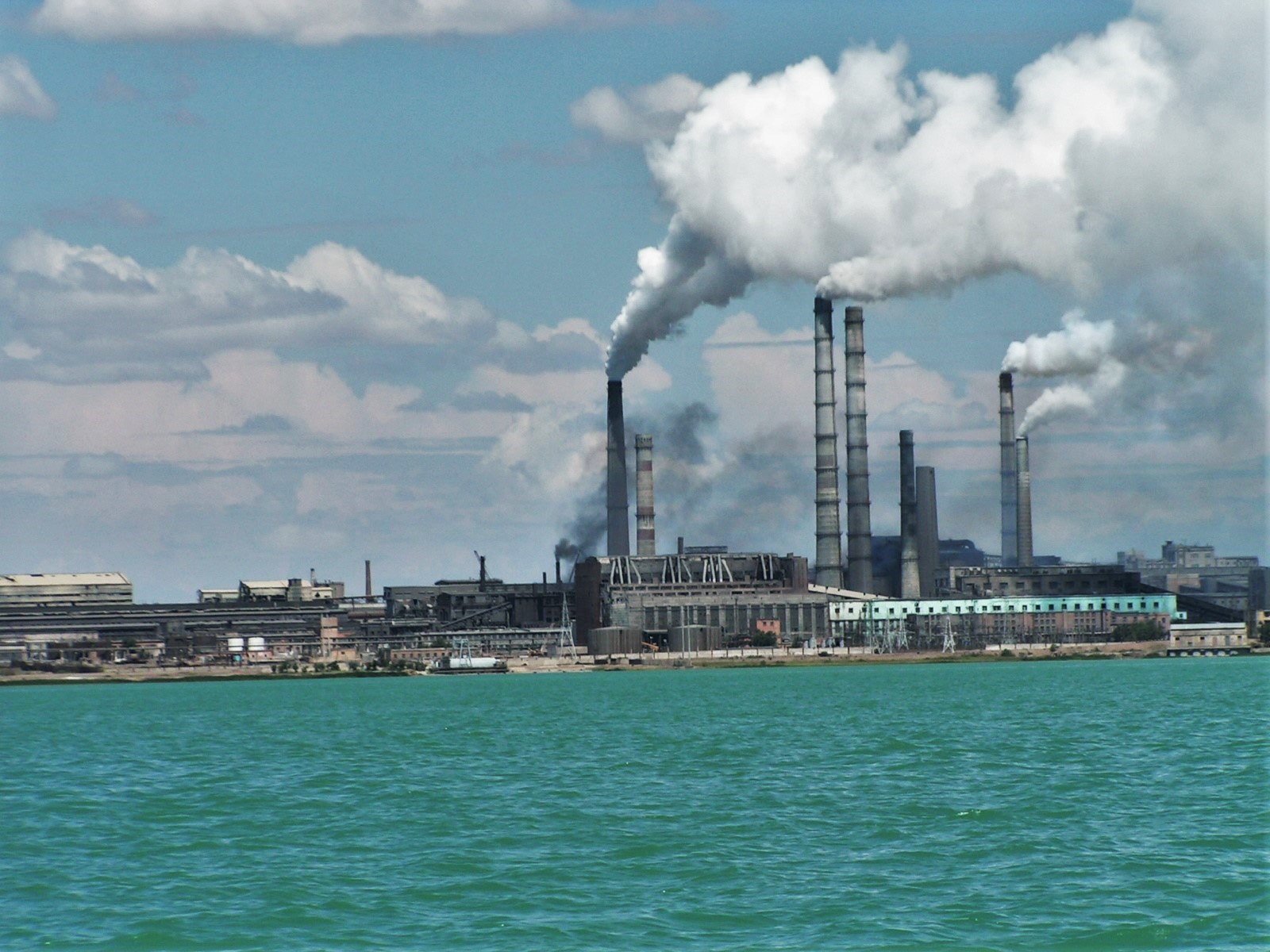
Metallurgisches Kombinat von Balchasch

Das Balchaschzwetmet (russisch Балхашцветмет) ist ein metallverarbeitender Betrieb an der Küste des Balchaschsees, in der Stadt Balchasch, im Gebiet Qaraghandy in Kasachstan. Die Geschichte der Stadt und des Unternehmens sind dabei eng miteinander verknüpft, die Stadt gelangte erst nach der Ansiedlung des Unternehmens zur heutigen Größe.
Nach der Wandlung von einem staatlichen in ein privates Unternehmen wurde das Kombinat umbenannt in PO "Balchaschzwetmet".
Das Kombinat ist in erheblichem Umfang an der Verschmutzung des Balchaschsees beteiligt.

## Geschichte
Im Jahr 1928 wurden am Nordufer des Balchaschsees große Kupfervorkommen durch eine Gruppe unter Leitung von Rusakov Michail Petrovich entdeckt. Im Oktober 1931 wurde der Betrieb «PribalchaschStroi» zur Ausbeutung dieser Vorkommen geschaffen. Seine Hauptaufgabe war der Bau des Kombinates. Daraus entstand nach dem Zweiten Weltkrieg das Kombinat, das in der Spitze 15.000 Menschen beschäftigte.